# كريس بريندلي
كريس بريندلي (بالإنجليزية: Chris Brindley) هو لاعب كرة قدم ومدرب كرة قدم بريطاني في مركز الدفاع، ولد في 5 يوليو 1969 في ستوك أون ترينت في المملكة المتحدة. لعب مع نادي تلفورد يونايتد ونادي كيدرمينستر هاريرز لكرة القدم ونادي هدنسفورد تاون ووولفرهامبتون واندررز.

## وصلات خارجية
- كريس بريندلي على موقع قاعدة بيانات كرة القدم.إي يو (الإنجليزية)
- كريس بريندلي على موقع Soccerbase.com (لاعب) (الإنجليزية)